# 李安章
李安章（1915年—1997年12月），臺灣臺北縣蘆洲鄉果農，推廣草莓種植，帶動家鄉蘆洲與大湖鄉經濟，被譽為「臺灣草莓之父」。

## 生平

### 接觸草莓
1915年，李安章生於蘆洲樓仔厝庄。年少時，他即對農業頗感興趣，行走臺灣南北各地考察各地風土民情，認為臺灣農業有賴精耕細作才有發展。
1934年，日本人將九個品種草莓在陽明山高冷地區試種。該年，李安章在一位日本法官家中品嘗過草莓，從此對草莓酸甜的滋味留下深刻印象。當時草莓因品種水土不服一直無法達到經濟栽培，在臺灣並未推廣大面積種植。
1949年，李安章向人借了八千元，向林本源家族接收的陽明山草莓園買了八千株千葉一號草莓幼苗，在樓仔厝一帶栽種，開始他的草莓事業。此種果粒小、味道酸且產量少，雖不好吃，但在當時臺灣珍稀高貴的水果，只有如圓山飯店等高級餐廳的顧客才吃得起，因經濟價值高，他的草莓園面積也逐漸擴大。1951年，他聽圓山飯店一美國籍祕書說美國的亞美利加草莓口味佳，遂立刻拜託該祕書從美國帶來卅株種苗，自行在蘆洲今靠仁愛國小附近試種，有廿四株種成功。

### 幫助大湖
曾擔任大湖地區農會推廣股長的黃長宏指出，1958年，大湖人賴雲添覺得親戚李安章所種的草莓新鮮有趣，便引進種苗回鄉試種作製成果醬。賴雲添與人集資購買一萬株種苗，同時在李安章親自技術指導下存活率高且結出品質佳的果實，成為大湖種植草莓開端。這些草莓品種屬於馬歇爾草莓，就先由賴雲添、陳世源、吳士金等人先在大湖種植1.2公頃。

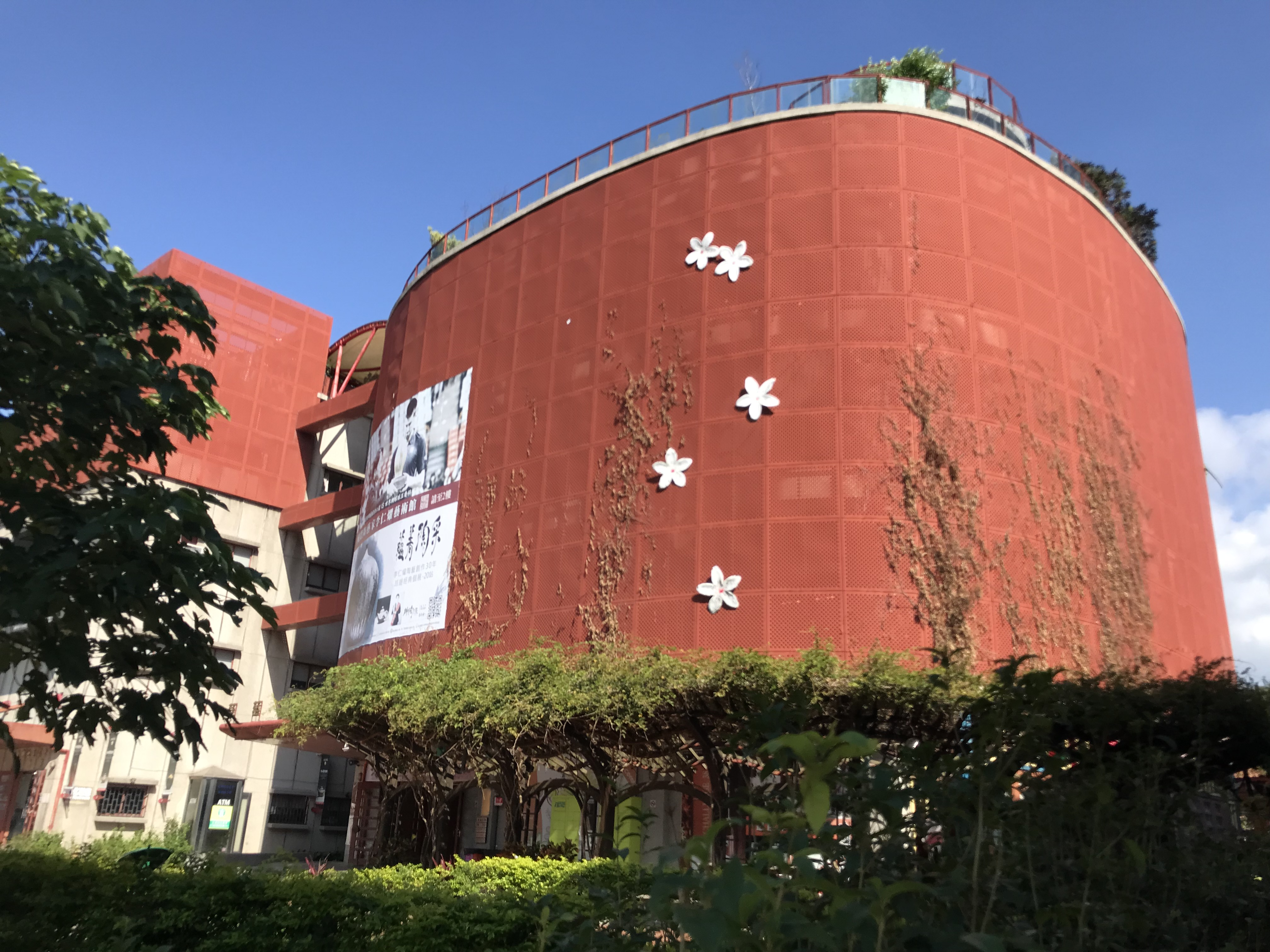
大湖草莓文化館

1959年，臺灣省菸酒公賣局試製草莓酒成功後，該4月開始公開收購草莓。同年，記者推崇李安章是臺灣種草莓的起源，報導其蘆洲的田地五千坪就種了十萬株，相較在台中市東區合作社推廣種草莓的游瑞庚也僅有六千株。該年代，蘆洲草莓除供應圓山飯店外、還有中國之友社、鐵路餐廳等高級餐飲店，連自由牌草莓果醬也以之為原料。李安章的名望引起許多大台北地區農友的詢問，蘆洲鄉農會為了推廣栽種技術，特別請其口述，由李春發筆錄編寫成《草莓栽培法--李安章農友經驗談》一書，談及草莓經濟價值、品種選擇，到栽植、收穫、產量、管理、用途、貯藏、栽培狀況等均有介紹。河上洲文史工作室執行長楊蓮福指出，李安章和蘆洲鄉農會的推廣之下，蘆洲草莓農園參觀人潮絡繹不絕，還有人遠從中南部包車前來，甚至包括宋美齡和時任農復會技正的李登輝都曾經到蘆洲參觀。李安章也曾與三重農改分場合作，先後引進蠶豆、毛豆、清江菜、洋菇、蘆筍、芥籃菜等高經濟作物，發展精緻農業。
李安章不斷研發、改良草莓品種及栽培管理技術並推廣大量種植生產之後，使草莓生產成本及售價在臺灣逐漸降低而成為大眾化水果，為其最大的貢獻與成就，而贏得「臺灣草莓之父」的稱號。1964年，政府炸掉淡水河的五股獅子頭隘口，造成隔年海水倒灌進入。蘆洲也因海水倒灌造成土壤變化，不適合再栽種草莓，而使草莓農業被大湖取代。
1976年，吳秀珍、吳兆乾、徐志文、羅慶男等果農，將草莓放於在台3線農舍等待中盤商收購時，正巧臺北來的旅客團經過，便想入園採果。此事，讓時任大湖農會推廣股股長的黃長宏感到可吸引遊客前來，不再讓價錢受控少數盤商手中，便在農會總幹事謝鴻運幫忙下，向縣府爭取輔導。該年代正逢中山高速公路開通，大湖農會便在1979年試辦觀光採果，藉由印製海報、媒體宣傳、歌手劉美花演錄製《1顆紅草莓》宣傳歌曲等手段，吸引南北旅客前來採草莓，讓「到大湖採草莓」觀光名聲響亮。草莓在大湖的栽培面積在1980年已達50公頃。

### 晚年生活
李安章曾擔任樓仔厝的村長十多年。1994年，他以近八旬高齡赴中國大陸參加第一屆兩岸農業研討會，並發表專題演講。
1997年12月，李安章因病去世。出殯之日，李登輝特頒「遺範永昭」輓額，地方人士近千人趕往弔祭，包括尼加拉瓜駐臺灣大使史達肯、中央民代陳宏昌、李應元、李先仁、謝明輝、前立委黃煌雄、省議員簡盛義、縣副議長李學益、議員李余典等人弔祭，並由親族代表前監委李炳盛讀祭。莊隆昌以親友身分代表致謝辭，以近二十分鐘時間追憶李安章一生在台灣精緻農業所作的貢獻。出殯隊伍蜿蜒數公里，發引安葬在新竹李家墓園。